# Films américains sortis en 1934
Listes de films américains
- 1930
- 1931
- 1932
- 1933
- 1934
- 1935
- 1936
- 1937
- 1938

Liste (non exhaustive) de films américains sortis en 1934.

New York-Miami remporte l'Oscar du meilleur film à la 7e cérémonie des Oscars.

## A-Z (ordre alphabétique des titres en anglais)
| Titre                                      | Réalisateur                     | Distribution                                                     | Genre                         | Note |
| ------------------------------------------ | ------------------------------- | ---------------------------------------------------------------- | ----------------------------- | ---- |
| 365 Nights in Hollywood                    | George Marshall                 | James Dunn, Grant Mitchell, Dennis O'Keefe                       | Film musical                  |      |
| The Age of Innocence                       | Phillip Moeller                 | Irene Dunne, John Boles, Helen Westley                           | Drame                         |      |
| All Men Are Enemies                        | George Fitzmaurice              | Helen Twelvetrees, Mona Barrie, Herbert Mundin                   | Drame                         |      |
| All of Me                                  | James Flood                     | Fredric March, George Raft, Miriam Hopkins                       | Comédie, drame                |      |
| Anne of Green Gables                       | George Nichols, Jr.             | Anne Shirley, Helen Westley, O.P. Heggie                         | Comédie, drame                |      |
| Are We Civilized?                          | Edwin Carewe                    | Frank McGlynn Sr., William Farnum, Anita Louise                  | Drame                         |      |
| As the Earth Turns                         | Alfred E. Green                 | Donald Woods, Jean Muir, Dorothy Peterson                        | Drame                         |      |
| Autumn Crocus                              | Basil Dean                      | Ivor Novello, Fay Compton, Jack Hawkins                          | Romance                       |      |
| Babes in Toyland                           | Gus Meins                       | Stan Laurel, Oliver Hardy, John George                           | Comédie, Fantasy              |      |
| Baby Take a Bow                            | Harry Lachman                   | Shirley Temple, Claire Trevor, James Dunn                        | Comédie, drame                |      |
| Bachelor Bait                              | George Stevens                  | Stuart Erwin, Rochelle Hudson, Grady Sutton                      | Comédie                       |      |
| The Barrets of Wimpole Street              | Sidney Franklin                 | Norma Shearer, Fredric March, Charles Laughton                   | Liste de films historiques    |      |
| Bedside                                    | Robert Florey                   | Warren William, Jean Muir, Allen Jenkins                         | Drame                         |      |
| Beggars in Ermine                          | Phil Rosen                      | Lionel Atwill, Jameson Thomas, Betty Furness                     | Drame                         |      |
| Behold My Wife                             | Mitchell Leisen                 | Sylvia Sidney, Gene Raymond, H. B. Warner                        | Comédie, drame                |      |
| Belle of the Nineties                      | Leo McCarey                     | Mae West, Johnny Mack Brown, Katherine DeMille                   | Comédie, Western              |      |
| Beloved                                    | Victor Schertzinger             | John Boles, Gloria Stuart, Morgan Farley                         | Drame, film musical           |      |
| The Big Shakedown                          | John Francis Dillon             | Bette Davis, Ricardo Cortez, Allen Jenkins                       | Drame, policier               |      |
| The Black Cat                              | Elmer G. Ulmer                  | Boris Karloff, Bela Lugosi, David Manners                        | Film policier, film d'horreur |      |
| Black Moon                                 | Roy William Neill               | Fay Wray, Dorothy Burgess, Jack Holt                             | Drame, film d'horreur         |      |
| Blind Date                                 | Roy Mack                        | Ann Sothern, Neil Hamilton, Paul Kelly                           | Comédie, romance              |      |
| Bolero                                     | Mitchell Leisen, Wesley Ruggles | George Raft, Carole Lombard, Sally Rand                          | Drame                         |      |
| Born to be Bad                             | Ralph Graves                    | Loretta Young, Cary Grant, Marion Burns                          | Drame                         |      |
| Bottoms Up                                 | David Butler                    | Spencer Tracy, John Boles, Pat Paterson                          | Drame, film musical           |      |
| Bright Eyes                                | David Butler                    | Shirley Temple, James Dunn, Lois Wilson                          | Comédie, film musical         |      |
| Broadway Bill                              | Frank Capra                     | Myrna Loy, Warner Baxter, Walter Connolly                        | Comédie, drame                |      |
| Bulldog Drummond Strikes Back              | Roy Del Ruth                    | Ronald Colman, Loretta Young, Charles Butterworth                | Comédie, Film à énigme        |      |
| By Your Leave                              | Lloyd Corrigan                  | Frank Morgan, Genevieve Tobin, Neil Hamilton                     | Comédie, drame                |      |
| The Captain Hates the Sea                  | Lewis Milestone                 | Victor McLaglen, Alison Skipworth, John Gilbert                  | Comédie                       |      |
| Caravan                                    | Erik Charell                    | Charles Boyer, Loretta Young, Jean Parker                        | Drame, film musical           |      |
| The Card's Salute                          | Louis King                      | Antonio Moreno et Andrés de Segurola                             |                               |      |
| Carolina                                   | Henry King                      | Janet Gaynor, Lionel Barrymore, Henrietta Crosman                | Comédie, drame                |      |
| The Case of the Howling Dog                | Alan Crosland                   | Warren William, Mary Astor, Gordon Westcott                      | Film à énigme                 |      |
| The Cat and the Fiddle                     | William K. Howard               | Ramon Novarro, Jeanette MacDonald, Charles Butterworth           | Film musical                  |      |
| The Cat's-Paw                              | Sam Taylor                      | Harold Lloyd, Una Merkel, E. Alyn Warren                         | Comédie                       |      |
| Change of Heart                            | John G. Blystone                | Janet Gaynor, Charles Farrell James Dunn, Ginger Rogers          | Drame, romance                |      |
| Charlie Chan in London                     | Eugene Forde                    | Warner Oland, Mona Barrie, Ray Milland                           | Film à énigme                 |      |
| Charlie Chan's Courage                     | Eugene Forde                    | Warner Oland, DeWitt Jennings, Donald Woods                      | Film à énigme                 |      |
| Chloe, Love Is Calling You                 | Marshall Neilan                 | Olive Borden, Reed Howes, Molly O'Day                            | Drame                         |      |
| Chu Chin Chow                              | Walter Forde                    | Fritz Kortner, George Robey, Anna May Wong                       | Comédie Musicale              |      |
| The Chump                                  | Alice Terry                     | Lina Basquette                                                   |                               |      |
| Le Cirque en folie (en) (The Circus Clown) | Ray Enright                     | Joe E. Brown, Patricia Ellis, Don Dillaway                       | Comédie                       |      |
| City Limits                                | William Nigh                    | Frank Craven, Sally Blane, Claude Gillingwater                   | Comédie, drame                |      |
| Cleopatra                                  | Cecil B. DeMille                | Claudette Colbert, Warren William, Henry Wilcoxon                | Drame                         |      |
| Counsel on de Fence                        | Arthur Ripley                   | Harry Langdon, Earle Foxe, Marjorie Kane                         | Comédie                       |      |
| The Count of Monte Cristo                  | Rowland V. Lee                  | Robert Donat, Elissa Landi, Louis Calhern                        | Drame, aventure               |      |
| The Crime Doctor                           | John S. Robertson               | Otto Kruger, Nils Asther, Karen Morley                           |                               |      |
| Crime Without Passion                      | Ben Hecht                       | Claude Rains, Margo, Stanley Ridges                              | Drame                         |      |
| The Curtain Falls                          | Charles Lamont                  | Dorothy Lee, Holmes Herbert, William Bakewell                    | Drame                         |      |
| Dames                                      | Busby Berkeley                  | Joan Blondell, Dick Powell, Ruby Keeler                          | Comédie, film musical         |      |
| Dangerous Corner                           | Phil Rosen                      | Melvyn Douglas, Virginia Bruce, Conrad Nagel                     |                               |      |
| Dark Hazard                                | Alfred E. Green                 | Edward G. Robinson, Genevieve Tobin, Robert Barrat               | Drame                         |      |
| Death on the Diamond                       | Edward Sedgwick                 | Robert Young, Madge Evans, Nat Pendleton                         | Film à énigme                 |      |
| Death Takes a Holiday                      | Mitchell Leisen                 | Fredric March, Helen Westley, Kent Taylor                        | Drame                         |      |
| Demon for Trouble                          | Gilbert M. Anderson             | Bob Steele, Gloria Shea, Nick Stuart                             | Western                       |      |
| Down to Their Last Yacht                   | Paul Sloane                     | Mary Boland, Polly Moran, Ned Sparks                             | Comédie, film musical         |      |
| Dr. Monica                                 | William Keighley                | Kay Francis, Warren William, Jean Muir                           | Drame                         |      |
| Easy to Love                               | William Keighley                | Adolphe Menjou, Genevieve Tobin, Guy Kibbee                      | Comédie Romantique            |      |
| Evelyn Prentice                            | William K. Howard               | William Powell, Myrna Loy, Rosalind Russell                      | Drame                         |      |
| Ever Since Eve                             | George Marshall                 | George O'Brien, Mary Brian, Russell Simpson                      | Drame                         |      |
| Fashions of 1934                           | William Rees                    | William Powell, Bette Davis, Frank McHugh                        | Comédie, drame, film musical  |      |
| Fifteen Wives                              | Frank R. Strayer                | Conway Tearle, Natalie Moorhead, Raymond Hatton                  |                               |      |
| The Fighting Parson                        | Harry L. Fraser                 | Hoot Gibson, Marceline Day, Robert Frazer                        | Western                       |      |
| The Fighting Ranger                        | George B. Seitz                 | Charles "Buck" Jones, Dorothy Revier, Ward Bond                  | Western                       |      |
| Finishing School                           | Wanda Tuchock                   | Frances Dee, Ginger Rogers, Bruce Cabot                          | Drame, romance                |      |
| Flirtation                                 | Leo Birinsky                    | Jeanette Loff, Arthur Tracy, Benjamin Alexander                  | Drame                         |      |
| Flirtation Walk                            | Frank Borzage                   | Dick Powell, Ruby Keeler, Ross Alexander, John Arledge           | Film musical, romance         |      |
| Flirting with Danger                       | Tom Moore                       | Bob Armstrong, William Cagney, Maria Alba, Edgar Kennedy         | Comédie                       |      |
| Fog Over Frisco                            | William Dieterle                | Bette Davis, Donald Woods, Margaret Lindsay                      | Drame, Film à énigme          |      |
| Forsaking All Others                       | W. S. Van Dyke                  | Joan Crawford, Clark Gable, Robert Montgomery                    | Romance                       |      |
| Four Frightened People                     | Cecil B. DeMille                | Claudette Colbert, Mary Boland, Herbert Marshall                 | Comédie                       |      |
| Friends of Mr. Sweeney                     | Edward Ludwig                   | Charles Ruggles, Ann Dvorak, Eugene Pallette                     | Comédie, drame                |      |
| The Fugitive from Chicago                  | Johannes Meyer                  | Gustav Fröhlich, Luise Ullrich, Lil Dagover                      |                               |      |
| Gambling Lady                              | Archie Mayo                     | Barbara Stanwyck, Pat O'Brien, Joel McCrea                       | Drame                         |      |
| The Gay Bride                              | Jack Conway                     | Carole Lombard, Chester Morris, Zasu Pitts                       | Film policier                 |      |
| The Gay Divorcee                           | Mark Sandrich                   | Fred Astaire, Ginger Rogers, Alice Brady                         | Comédie musicale              |      |
| The Ghost Walks                            | Frank R. Strayer                | June Collyer, John Miljan, Henry Kolker                          | Film à énigme, film d'horreur |      |
| Gift of Gab                                | Karl Freund                     | Edmund Lowe, Gloria Stuart, Ruth Etting                          | Comédie, film musical         |      |
| The Girl from Missouri                     | Jack Conway                     | Jean Harlow, Lionel Barrymore, Franchot Tone                     | Comédie                       |      |
| Good Dame                                  | Marion Gering                   | Sylvia Sidney, Fredric March, Jack La Rue                        | Drame                         |      |
| Grand Canary                               | Irving Cummings                 | Warner Baxter, Madge Evans, Barry Norton                         | Film dramatique               |      |
| Great Expectations                         | Stuart Walker                   | Henry Hull, Phillips Holmes, Florence Reed                       | Drame                         |      |
| Happiness Ahead                            | Mervyn LeRoy                    | Dick Powell, Josephine Hutchinson, Allen Jenkins                 | Comédie musicale              |      |
| Harlem After Midnight                      | Oscar Micheaux                  | Rex Ingram                                                       | Drame                         |      |
| Have a Heart                               | David Butler                    | Jean Parker, James Dunn, Stuart Erwin                            | Drame, romance                |      |
| He Was Her Man                             | Lloyd Bacon                     | James Cagney, Joan Blondell, Victor Jory                         | Film dramatique               |      |
| Helldorado                                 | James Cruze                     | Richard Arlen, Madge Evans, Stepin Fetchit                       | Drame                         |      |
| Here Comes the Navy                        | Lloyd Bacon, Earl Baldwin       | James Cagney, Pat O'Brien, Gloria Stuart                         | Comédie, romance              |      |
| Here Is My Heart                           | Frank Tuttle                    | Bing Crosby, Kitty Carlisle, Roland Young                        | Comédie, film musical         |      |
| Hide-Out                                   | W. S. Van Dyke                  | Maureen O'Sullivan, Robert Montgomery, Edward Arnold             | Comédie, drame                |      |
| Hi Nellie!                                 | Mervyn LeRoy                    | Paul Muni, Glenda Farrell, Edward Ellis                          |                               |      |
| Hollywood Party                            | Roy Rowland, Sam Wood           | Jimmy Durante, Edwin Maxwell, Eddie Quillan                      | Comédie musicale              |      |
| Hollywood Mystery                          | B. Reeves Eason                 | June Clyde, Frankie Albertson, Cyril Ring                        |                               |      |
| House of Mystery                           | William Nigh                    | Verna Hillie, Brandon Hurst, Gabby Hayes                         | Film à énigme, film d'horreur |      |
| The House of Rothschild                    | Alfred L. Werker                | George Arliss, Boris Karloff, Loretta Young                      | Biography                     |      |
| Housewife                                  | Alfred E. Green                 | Bette Davis, George Brent, Ann Dvorak                            | Drame                         |      |
| I Am a Thief                               | Robert Florey                   | Mary Astor, Ricardo Cortez, Dudley Digges                        | Drame, policier               |      |
| I Give My Love                             | Karl Freund                     | Paul Lukas, Eric Linden, Wynne Gibson                            | Drame                         |      |
| I Have Lived                               | Richard Thorpe                  | Anita Page, Alan Dinehart, Eddie Boland                          | Drame                         |      |
| I've Got Your Number                       | Ray Enright                     | Joan Blondell, Pat O'Brien, Glenda Farrell                       | Comédie, romance              |      |
| Imitation of Life                          | John M. Stahl                   | Claudette Colbert, Fredi Washington, Louise Beavers              | Drame                         |      |
| In Love with Life                          | Frank R. Strayer                | Lila Lee, Onslow Stevens, Dickie Moore                           |                               |      |
| Inside Information                         | Robert F. Hill                  | Rex Lease, Marion Shilling, Philo McCullough                     |                               |      |
| It Happened One Night                      | Frank Capra                     | Claudette Colbert, Clark Gable, Roscoe Karns                     | Comédie, romance              |      |
| It's a Gift                                | Norman Z. McLeod                | W. C. Fields, Jean Rouverol, Dell Henderson                      | Comédie                       |      |
| Jimmy the Gent                             | Michael Curtiz                  | James Cagney, Bette Davis, Allen Jenkins                         | Comédie, drame                |      |
| Journal of a Crime                         | F. McGrew Willis                | Ruth Chatterton, Adolphe Menjou, Claire Dodd                     | Drame                         |      |
| Judge Priest                               | John Ford                       | Will Rogers, Tom Brown, Charley Grapewin                         | Comédie                       |      |
| Kansas City Princess                       | William Rees                    | Joan Blondell, Glenda Farrell, Robert Armstrong                  | Comédie, romance              |      |
| Keep 'Em Rolling                           | George Archainbaud              | Walter Huston, Frank Conroy, Frances Dee                         | Drame, film de guerre         |      |
| Kid Millions                               | Roy Del Ruth                    | Eddie Cantor, Ann Sothern, Ethel Merman                          | Comédie, film musical         |      |
| The King of Champs-Élysées                 | Max Nosseck                     | Buster Keaton, Colette Darfeuil, Jacques Dumesnil                | Comédie                       |      |
| Ladies Should Listen                       | Frank Tuttle                    | Cary Grant, Frances Drake, Edward Everett Horton                 | Comédie                       |      |
| Lady by Choice                             | David Burton                    | Carole Lombard, May Robson, Walter Connolly                      | Comédie, drame                |      |
| The Last Round-Up                          | Henry Hathaway                  | Randolph Scott, Monte Blue, Barton MacLane                       | Western                       |      |
| The Last Waltz                             | Georg Jacoby                    | Camilla Horn, Max Gülstorff, Eduard von Winterstein              |                               |      |
| Laughing Boy                               | Hunt Stromberg                  | Lupe Vélez, Ramón Novarro, William B. Davidson                   | Drame                         |      |
| Lightning Strikes Twice                    | Ben Holmes                      | Thelma Todd, Ben Lyon, Fred Kelsey                               | Comédie                       |      |
| Limehouse Blues                            | Alexander Hall                  | George Raft, Jean Parker, Anna May Wong                          | Drame, policier               |      |
| The Line-Up                                | Howard Higgin                   | William Gargan, Noel Francis, Paul Hurst                         | Drame, policier               |      |
| Little Men                                 | Phil Rosen                      | Frankie Darro, Junior Durkin, Ralph Morgan                       |                               |      |
| Little Man, What Now?                      | Frank Borzage                   | Margaret Sullavan, Douglass Montgomery, Alan Hale                | Drame                         |      |
| The Little Minister                        | Richard Wallace                 | Katharine Hepburn, Don Crisp John Beal                           | Drame                         |      |
| Little Miss Marker                         | Alexander Hall                  | Adolphe Menjou, Shirley Temple, Charles Bickford                 | Comédie, drame                |      |
| Long Lost Fathers                          | Ernest B. Schoedsack            | John Barrymore, Helen Chandler, Alan Mowbray                     | Drame                         |      |
| Looking for Trouble                        | William A. Wellman              | Spencer Tracy, Constance Cummings, Jack Oakie                    | Drame, policier               |      |
| A Lost Lady                                | Alfred E. Green                 | Barbara Stanwyck, Frank Morgan, Ricardo Cortez                   | Drame                         |      |
| The Lost Patrol                            | John Ford                       | Victor McLaglen, Wallace Ford, Boris Karloff                     | Aventure, film de guerre      |      |
| The Lucky Texan                            | Robert N. Bradbury              | John Wayne, Barbara Sheldon, George 'Gabby' Hayes                | Western                       |      |
| Madame DuBarry                             | William Dieterle                | Dolores del Río, Victor Jory, Osgood Perkins                     | Comédie, drame                |      |
| Man of Two Worlds                          | J. Walter Ruben                 | Francis Lederer, Elissa Landi, J. Farrell MacDonald              | Drame                         |      |
| The Man from Utah                          | Robert N. Bradbury              | John Wayne, Polly Ann Young, George 'Gabby' Hayes                | Western                       |      |
| The Man Who Knew Too Much                  | Alfred Hitchcock                | Peter Lorre, Edna Best, Leslie Banks                             |                               |      |
| The Man Who Reclaimed His Head             | Edward Ludwig                   | Claude Rains, Joan Bennett, Lionel Atwill, Lloyd Hughes          | Drame                         |      |
| The Man with Two Faces                     | Archie Mayo                     | Edward G. Robinson, Mary Astor, Ricardo Cortez                   | Drame, policier               |      |
| Managed Money                              | Charles Lamont                  | Shirley Temple, Frank Coghlan, Jr., Harry Myers                  | Comédie                       |      |
| Mandalay                                   | Michael Curtiz                  | Kay Francis, Ricardo Cortez, Warner Oland                        | Drame                         |      |
| Manhattan Melodrama                        | George Cukor                    | Clark Gable, William Powell, Myrna Loy                           | Drame, romance                |      |
| Maniac                                     | Dwain Esper                     | Horace B. Carpenter                                              | Film d'horreur                |      |
| Marie Galante                              | Henry King                      | Spencer Tracy, Ketti Gallian, Ned Sparks                         | Drame, romance                |      |
| The Meanest Gal in Town                    | Russell Mack                    | El Brendel, Zasu Pitts, Richard 'Skeets' Gallagher               | Comédie Romantique            |      |
| Men in White                               | Richard Boleslawski             | Clark Gable, Jean Hersholt, Myrna Loy                            | Drame                         |      |
| A Men of Sentiment                         | Richard Thorpe                  | Owen Moore, Marian Marsh, Christian Rub                          | Drame                         |      |
| The Merry Widow                            | Ernst Lubitsch                  | Jeanette MacDonald, Maurice Chevalier, Edward Everett Horton     | Comédie, film musical         |      |
| Midnight                                   | Chester Erkine                  | Sidney Fox, Margaret Wycherly, Humphrey Bogart                   | Drame, policier               |      |
| A Modern Hero                              | Georg Wilhelm Pabst             | Richard Barthelmess, Jean Muir, Theodore Newton                  | Drame                         |      |
| Monte Carlo Nights                         | William Nigh                    | Mary Brian, John Darrow, Gabby Hayes                             | Drame, Film à énigme          |      |
| Moulin Rouge                               | Sidney Lanfield                 | Constance Bennett, Franchot Tone, Tullio Carminati               | Comédie, film musical         |      |
| Movie Memories                             | D.W. Griffith                   | Mary Pickford, Percy Marmont, Douglas Fairbanks, Arlette Marchal |                               |      |
| Murder at the Vanities                     | Mitchell Leisen                 | Carl Brisson, Gail Patrick, Victor McLaglen                      | Comédie Musicale              |      |
| The Murder in The Museum                   | Melville Shyer                  | John Harron, Henry B. Walthall, Sam Flint                        |                               |      |
| Music in the Air                           | Joe May                         | Gloria Swanson, John Boles, Douglass Montgomery                  | Comédie Romantique            |      |
| The Mysterious Mr. Wong                    | William Nigh                    | Bela Lugosi, Arline Judge, Wallace Ford                          | Film à énigme, film d'horreur |      |
| Mystery Mountain                           | Otto Brower                     | Ken Maynard, Verna Hillie, Edward Earle                          | Western                       |      |
| The Ninth Guest                            | Roy William Neill               | Genevieve Tobin, Edward Ellis, Donald Cook                       | Drame, Film à énigme          |      |
| Now and Forever                            | Henry Hathaway                  | Gary Cooper, Carole Lombard, Shirley Temple                      | Comédie, romance              |      |
| Les Nuits de New York (Now I'll Tell)      | Edwin J. Burke                  | Spencer Tracy, Helen Twelvetrees, Clarence Wilson                | Drame                         |      |
| Of Human Bondage                           | John Cromwell                   | Bette Davis, Leslie Howard, Kay Johnson                          | Drame                         |      |
| The Old Fashioned Way                      | William Beaudine                | W. C. Fields, Richard Carle, Judith Allen                        | Comédie                       |      |
| One Man's Journey                          | John S. Robertson               | Lionel Barrymore, Dorothy Jordan, Hale Hamilton                  | Drame                         |      |
| One More River                             | James Whale                     | Diana Wynyard, Frank Lawton, Billy Bevan                         | Drame                         |      |
| One Night of Love                          | Victor Schertzinger             | Grace Moore, Mona Barrie, Tullio Carminati                       | Film musical                  |      |
| Operator 13                                | Richard Boleslawski             | Marion Davies, Sam McDaniel, Gary Cooper                         | Comédie, drame, film musical  |      |
| Orient Express                             | Paul Martin                     | Norman Foster, Heather Angel, Ralph Morgan                       | Drame                         |      |
| Our Daily Bread                            | King Vidor                      | Karen Morley, Tom Keene, Barbara Pepper                          | Drame                         |      |
| Outcast Lady                               | Robert Z. Leonard               | Constance Bennett, Herbert Marshall, Ralph Forbes                | Drame                         |      |
| The Painted Veil                           | Richard Boleslawski             | Greta Garbo, Herbert Marshall, George Brent                      | Drame                         |      |
| Palooka                                    | Benjamin Stoloff                | Jimmy Durante, Lupe Vélez, Stuart Erwin                          | Comédie                       |      |
| Pardon My Pups                             | Charles Lamont                  | Shirley Temple, Frank Coghlan Jr., Harry Myers                   | Comédie                       |      |
| Paris Interlude                            | Edwin L. Marin                  | Madge Evans, Robert Young, Ted Healy                             | Drame, film musical           |      |
| Peck's Bad Boy                             | Edward F. Cline                 | Jackie Cooper, Thomas Meighan, Dorothy Peterson                  | Comédie, drame                |      |
| The Personality Kid                        | Alan Crosland                   | Pat O'Brien, Glenda Farrell, Claire Dodd                         | Drame                         |      |
| Port of Lost Dreams                        | Frank R. Strayer                | William Boyd, George F. Marion, Lola Lane                        | Drame, policier               |      |
| The President Vanishes                     | William A. Wellman              | Edward Arnold, Arthur Byron, Creighton Hale                      | Drame                         |      |
| Princess Turandot                          | Gerhard Lamprecht               | Willy Fritsch, Käthe von Nagy, Leopoldine Konstantin             | Comédie                       |      |
| Public Stenographer                        | Lew Collins                     | Buster Collier, Lola Lane, Jason Robards Sr., Al St. John        | Romance                       |      |
| The Red Rider                              | Lew Landers                     | Grant Withers, Monte Montague, William Desmond                   | Western                       |      |
| Registered Nurse                           | Robert Florey                   | Bebe Daniels, Sidney Toler, Lyle Talbot                          | Mélodrame                     |      |
| The Richest Girl in the World              | William A. Seiter               | Miriam Hopkins, Fay Wray, Joel McCrea                            | Comédie                       |      |
| Riptide                                    | Edmund Goulding                 | Norma Shearer, Robert Montgomery, Herbert Marshall               | Romance                       |      |
| The Road to Ruin                           | Dorothy Davenport               | Helen Foster, Mae Busch, Richard Tucker                          | Drame                         |      |
| Sadie McKee                                | Clarence Brown                  | Joan Crawford, Franchot Tone, Edward Arnold                      | Drame                         |      |
| The Scarlet Empress                        | Josef von Sternberg             | Marlene Dietrich,Gavin Gordon, John Lodge                        | Drame historique              |      |
| The Scarlet Letter                         | Ray Enright                     | Colleen Moore, Henry B. Walthall, Alan Hale                      | Drame                         |      |
| The Secret Bride                           | William Dieterle                | Barbara Stanwyck, Warren William, Glenda Farrell                 | Drame                         |      |
| Sequoia                                    | Edwin L. Marin                  | Jean Parker, Russell Hardie, Samuel S. Hinds                     | Drame, aventure               |      |
| Servants' Entrance                         | Frank Lloyd                     | Janet Gaynor, Lew Ayres et Ned Sparks                            |                               |      |
| She Love Me Not                            | Elliot Nugent                   | Miriam Hopkins, Bing Crosby, Kitty Carlisle                      | Romantic Comédie              |      |
| The Show-Off                               | Charles Reisner                 | Spencer Tracy, Madge Evans, Heinie Conklin                       | Comédie                       |      |
| Side Streets                               | Alfred E. Green                 | Aline MacMahon, Ann Dvorak, Paul Kelly                           | Drame                         |      |
| The Silver Streak                          | Thomas Atkins                   | Charles Starrett, Sally Blane                                    | Drame                         |      |
| Six of a Kind                              | Leo McCarey                     | Charles Ruggles, Mary Boland, George Burns                       | Comédie                       |      |
| Smoking Guns                               | Alan James                      | Ken Maynard, Gloria Shea, Walter Miller                          | Western                       |      |
| Something Simple                           | Walter Stevens                  | Charley Chase, Fred "Snowflake" Toones, Artie Housman            | Comédie                       |      |
| SOS Iceberg                                | Arnold Fanck                    | Rod La Rocque, Leni Riefenstahl, Gibson Gowland                  | Drame                         |      |
| Spitfire                                   | John Cromwell                   | Katharine Hepburn, Sara Haden, Ralph Bellamy                     | Drame                         |      |
| The St. Louis Kid                          | Ray Enright                     | James Cagney, Allen Jenkins, Robert Barrat                       | Drame                         |      |
| Stand Up and Cheer!                        | Winfield Sheehan                | Warner Baxter, Madge Evans, Shirley Temple                       | Film musical                  |      |
| The Star Packer                            | Robert N. Bradbury              | John Wayne, Gabby Hayes, Verna Hillie                            | Western                       |      |
| Straightaway                               | Otto Brower                     | Tim McCoy, Sue Carol, Ward Bond                                  |                               |      |
| Success at Any Price                       | J. Walter Ruben                 | Douglas Fairbanks Jr., Frank Morgan, Colleen Moore               |                               |      |
| Sweet Adeline                              | Mervyn LeRoy                    | Irene Dunne, Hugh Herbert, Donald Woods                          | Drame, film musical           |      |
| The Switched Bride                         | Karel Lamač                     | Anny Ondra, Anton Walbrook, Otto Wernicke                        | Comédie                       |      |
| Tales from the Vienna Woods                | Georg Jacoby                    | Wolf Albach-Retty, Truus van Aalten, Magda Schneider             | Film musical                  |      |
| Tarzan and His Mate                        | Cedric Gibbons                  | Maureen O'Sullivan, Johnny Weissmuller, Neil Hamilton            | Drame, aventure               |      |
| Their Big Moment                           | James Cruze                     | William Gaxton, Zasu Pitts, Huntley Gordon                       |                               |      |
| The Thin Man                               | W. S. Van Dyke                  | William Powell, Myrna Loy, Maureen O'Sullivan                    | Comédie, Drame, policier      |      |
| Thirty Day Princess                        | Marion Gering                   | Sylvia Sidney, Cary Grant, Edward Arnold                         | Comédie                       |      |
| This Man Is Mine                           | John Cromwell                   | Irene Dunne, Constance Cummings, Ralph Bellamy                   | Drame, romance                |      |
| This Side of Heaven                        | William K. Howard               | Lionel Barrymore, Mae Clarke, Tom Brown                          | Comédie, drame                |      |
| The Trail Beyond                           | Robert N. Bradbury              | John Wayne, Verna Hillie, Noah Beery                             | Western                       |      |
| Transatlantic Merry-Go-Round               | Benjamin Stoloff                | Jack Benny, Gene Raymond, Nancy Carroll                          | Drame                         |      |
| Treasure Island                            | Victor Fleming                  | Wallace Beery, Jackie Cooper, Lionel Barrymore                   | Aventure                      |      |
| Tugboat M 17                               | Alice Terry                     | Betty Amann, Heinrich George                                     | Drame                         |      |
| Twentieth Century                          | Howard Hawks                    | Carole Lombard, John Barrymore, Walter Connolly                  | Comédie                       |      |
| Twenty Million Sweethearts                 | Ray Enright                     | Ginger Rogers, Dick Powell, Ted Fio Rito                         | Comédie, film musical         |      |
| Two Heads on a Pillow                      | William Nigh                    | Neil Hamilton, Lona Andre, Henry Armetta                         | Comédie romantique            |      |
| Uncertain Lady                             | Karl Freund                     | Edward Everett Horton,Genevieve Tobin, Arthur Hoyt               | Comédie                       |      |
| Upperworld                                 | Roy Del Ruth                    | Ginger Rogers, Warren William, Mary Astor                        | Drame                         |      |
| Viva Villa!                                | Howard Hawks, Jack Conway       | Wallace Beery, Leo Carrillo, Mary Astor                          | Drame, film biographique      |      |
| Waltzes from Vienna                        | Alfred Hitchcock                | Jessie Matthews, Edmund Gwenn, Fay Compton                       | Musicale                      |      |
| We Live Again                              | Rouben Mamoulian                | Fredric March, Anna Sten, C. Aubrey Smith                        | Drame                         |      |
| We're Not Dressing                         | Norman Taurog                   | Bing Crosby, George Burns, Gracie Allen                          | Comédie, film musical         |      |
| We're Rich Again                           | Sam Wood                        | Billie Burke, Edna May Oliver, Marian Nixon                      | Comédie                       |      |
| Wednesday's Child                          | John S. Robertson               | Karen Morley, Edward Arnold, Frankie Thomas                      | Drame                         |      |
| West of the Pecos                          | Phil Rosen                      | Richard Dix, Samuel S. Hinds, Martha Sleeper                     | Western                       |      |
| What Every Woman Knows                     | Gregory La Cava                 | Helen Hayes, Madge Evans, Dudley Digges                          | Comédie, drame                |      |
| Whirlpool                                  | Roy William Neill               | Jean Arthur, Jack Holt, Donald Cook                              | Drame, policier               |      |
| White Heat                                 | Lois Weber                      | Virginia Cherrill, Hardie Albright, Mona Maris                   |                               |      |
| White Majesty                              | August Kern                     | Gustav Diessl, Hertha Thiele                                     |                               |      |
| The White Parade                           | Irving Cummings                 | Loretta Young, John Boles, Dorothy Wilson                        | Drame                         |      |
| William Tell                               | Heinz Paul                      | Conrad Veidt, Maly Delschaft, Theodor Loos                       | Mélodrame                     |      |
| The Witching Hour                          | Henry Hathaway                  | John Halliday, Judith Allen, William Frawley                     | Drame                         |      |
| The Woman Condemned                        | Dorothy Davenport               | Claudia Dell, Lola Lane, Jason Robards Sr.                       | Drame, policier               |      |
| Wonder Bar                                 | Lloyd Bacon, Busby Berkeley     | Al Jolson, Dolores del Río, Kay Francis                          | Comédie, film musical         |      |
| The World Moves On                         | John Ford                       | Franchot Tone, Madeleine Carroll, Reginald Denny                 | Drame, film de guerre         |      |
| You Belong to Me                           | Alfred L. Werker                | Lee Tracy, Helen Mack, Helen Morgan                              | Drame                         |      |
| You Can't Buy Everything                   | Charles Reisner                 | May Robson, Jean Parker, Lewis Stone                             | Comédie, drame                |      |
| You're Telling Me!                         | Erle C. Kenton                  | W. C. Fields, Buster Crabbe, Joan Marsh                          | Comédie                       |      |
| Young and Beautiful                        | Joseph Santley                  | William Haines, Joseph Cawthorn, Judith Allen                    | Comédie                       |      |

## Source de la traduction
- (en) Cet article est partiellement ou en totalité issu de l’article de Wikipédia en anglais intitulé « List of American films of 1934 » (voir la liste des auteurs).